# Carl Lührss
Carl Lührss (Schwerin, Mecklemburg, 1824 - 1882) fou un compositor alemany.
Des d'infant mostrà grans aptituds per l'estudia del piano, i als setze anys passà a Berlín per ingressar en la Reial Acadèmia de Cant, i va rebre lliçons de Mendelssohn el qual li ensenyà el piano i composició.
Va escriure diverses obres per a piano sol, sonates per a piano i violí, tercets, quartets, dues simfonies a gran orquestra, que foren estrenades a Leipzig i Berlín, el salm 108 per a veus, cor i orquestra i, sobretot, diversos lieder per a una veu sola amb acompanyament de piano.